# Tom Goegebuer
Tom Richard Goegebuer (Gent, 27 maart 1975) is een Belgisch voormalig gewichtheffer.

## Levensloop
Goegebuer werd in 2009 Europees kampioen in de gewichtsklasse tot 56kg. Daarnaast behaalde hij eenmaal zilver (2008) en tweemaal brons op een EK (2010 en 2013) in deze gewichtsklasse. Ook werd hij er eenmaal vierde (2011), tweemaal zesde (2005 en 2016) en eenmaal achtste (2014). Zijn beste resultaat op een WK behaalde hij in 2005 in de gewichtsklasse tot 62kg met een achtste plaats.
Daarnaast nam hij driemaal deel aan de Olympische Zomerspelen, met name in 2008 te Beijing, 2012 te Londen en 2016 te Rio de Janeiro. In 2008 werd hij dertiende, in 2012 tiende en in 2016 veertiende bij de bantamgewicht (-56kg). In 2009 won hij het Vlaams Sportjuweel.
In 2017 werd hij aangesteld als voorzitter van de Belgische gewichtheffersfederatie en werd hij opgenomen in de Weightlifting Hall of Fame. Goegebuer is afkomstig uit Heusden en heeft een relatie met Bieke Vandenabeele. Hun nicht Annelien Vandenabeele is eveneens actief in het gewichtheffen.

## Nationale records
| categorie | Trekken  | Stoten | totaal   |
| --------- | -------- | ------ | -------- |
| -62kg     | 127,5 kg | 155 kg | 277,5 kg |
| -56kg     | 116 kg   | 140 kg | 254 kg   |

## Palmares
2016
- 14e Olympische Spelen Rio de Janeiro –56kg

2014
- 20e WK –56kg
- 8e EK –56kg

2013
- EK Tirana –56kg

2012
- 10e Olympische Spelen Londen –56kg

2011
- 4e EK - Kazan –56kg

2010
- EK Minsk –56kg
- 13de WK Antalya –56kg

2009
- EK Boekarest –56kg
- 15de WK –62kg

2008
- EK Lignano Sabbiadoro –56kg
- 13e Olympische Spelen Peking –56kg

2006
- 5e EK Władysławowo –62kg
- opgave (blessure) WK –62kg

2005
- 8e WK Qatar –62kg
- 5e EK Sofia –62kg

2002
- 5e EK